# Caloplaca ceracea
Caloplaca ceracea är en lavart som beskrevs av J. R. Laundon. Caloplaca ceracea ingår i släktet orangelavar och familjen Teloschistaceae.   Inga underarter finns listade i Catalogue of Life.